# فيك بيترز
فيك بيترز هو لاعب كرلنغ كندي، ولد في 24 أبريل 1955 في شتاينباخ في كندا، وتوفي في 27 مارس 2016 بسبب لمفوما.

## وصلات خارجية
- فيك بيترز على موقع الاتحاد الدولي للكرلنغ (الإنجليزية)